# 毛野

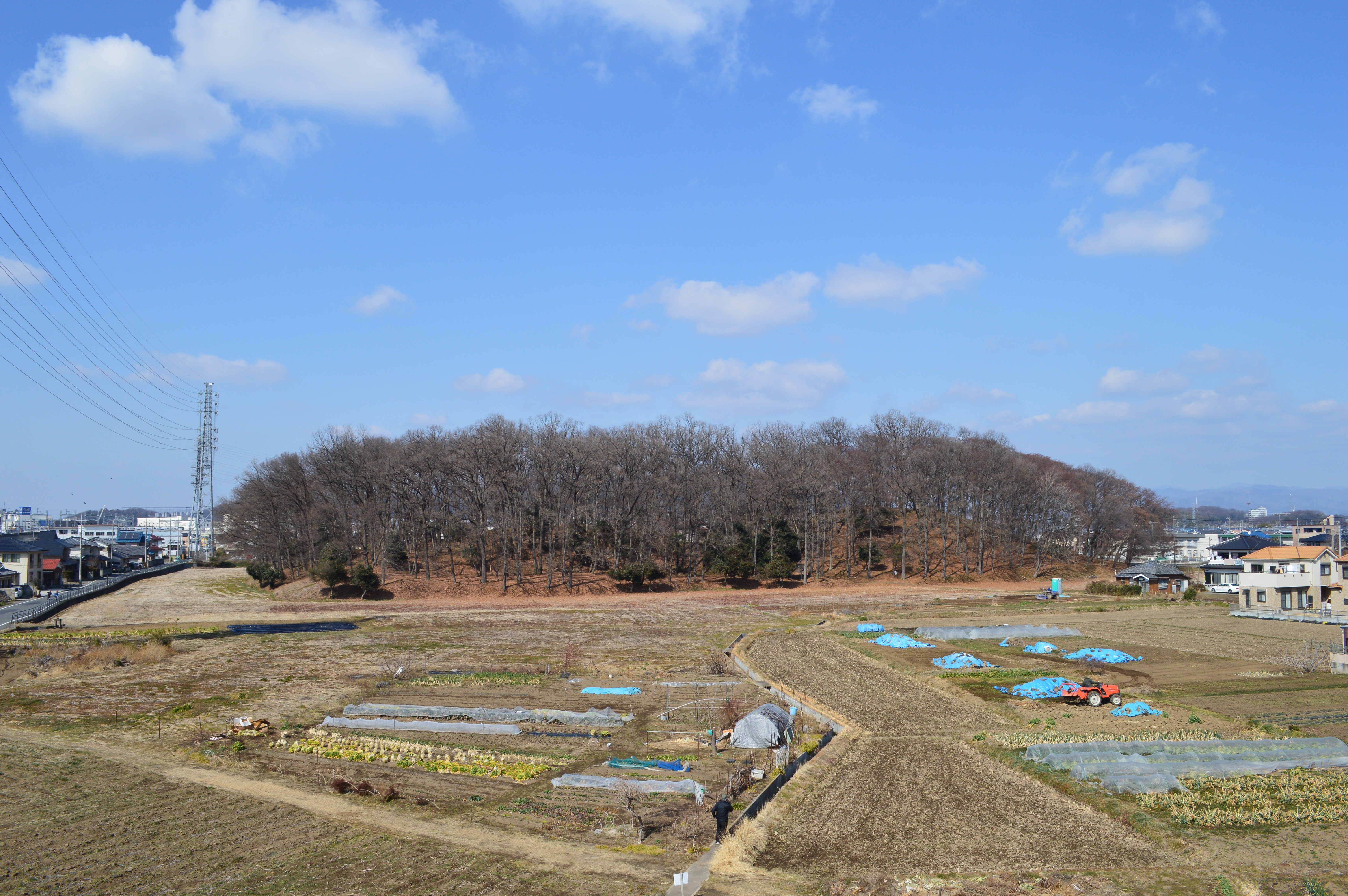
太田天神山古墳（群馬県太田市）墳丘長210メートルで東日本最大の前方後円墳。墳丘長が200メートルを超す古墳は畿内・吉備・毛野に限られる。

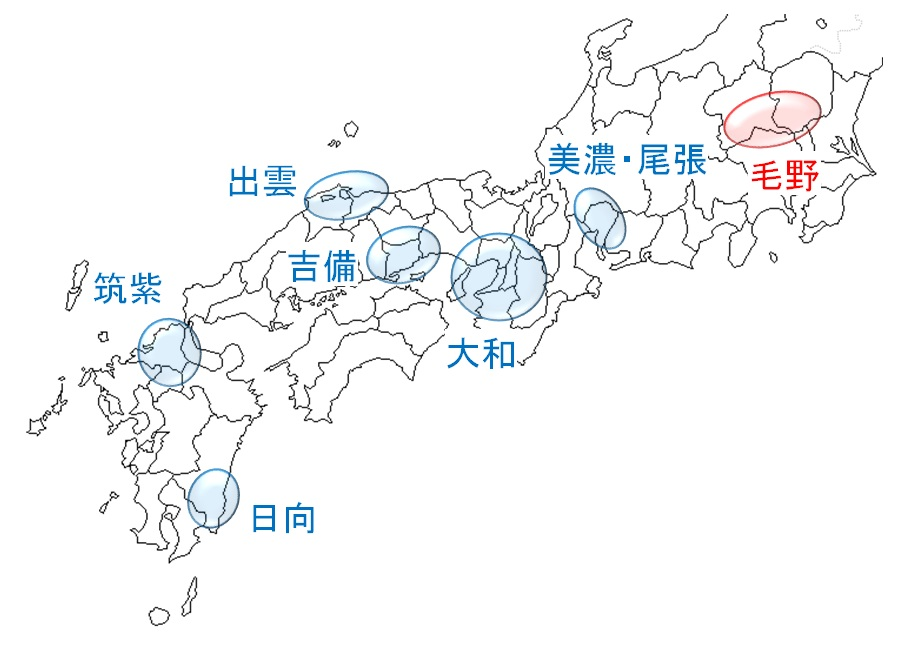
毛野を含む古墳時代の主な勢力

毛野（けの/けぬ）は、日本の古墳時代の地域・文化圏の1つ。群馬県と栃木県南部を合わせた地域を指すとされる。

## 概要
毛野地域の変遷
| 4世紀頃?        | 4世紀頃?        | 4世紀頃?        | 4世紀頃?        | 4世紀頃?        | 4世紀頃?        | 毛野 （けの）                 | 毛野 （けの）                 | 毛野 （けの）                 | 毛野 （けの）                 | 毛野 （けの）                 | 毛野 （けの）                 |                       |                       |                               |                               |                               |                               |                               |                               |               |               |               |               |        |        |        |        |  |  |  |  |  |  |  |  |  |  |  |  |  |  |  |  |
| 4世紀頃?        | 4世紀頃?        | 4世紀頃?        | 4世紀頃?        | 4世紀頃?        | 4世紀頃?        | 毛野 （けの）                 | 毛野 （けの）                 | 毛野 （けの）                 | 毛野 （けの）                 | 毛野 （けの）                 | 毛野 （けの）                 |                       |                       |                               |                               |                               |                               |                               |                               |               |               |               |               |        |        |        |        |  |  |  |  |  |  |  |  |  |  |  |  |  |  |  |  |
|                 |                 |                 |                 |                 |                 |                               |                               |                               |                               |                               |                               |                       |                       |                               |                               |                               |                               |                               |                               |               |               |               |               |        |        |        |        |  |  |  |  |  |  |  |  |  |  |  |  |  |  |  |  |
| 5世紀末頃?      | 5世紀末頃?      | 5世紀末頃?      | 5世紀末頃?      | 5世紀末頃?      | 5世紀末頃?      | 上毛野 （かみつけの）         | 上毛野 （かみつけの）         | 上毛野 （かみつけの）         | 上毛野 （かみつけの）         | 上毛野 （かみつけの）         | 上毛野 （かみつけの）         | 下毛野 （しもつけの） | 下毛野 （しもつけの） | 下毛野 （しもつけの）         | 下毛野 （しもつけの）         | 下毛野 （しもつけの）         | 下毛野 （しもつけの）         | 那須 （なす）                 | 那須 （なす）                 | 那須 （なす） | 那須 （なす） | 那須 （なす） | 那須 （なす） |        |        |        |        |  |  |  |  |  |  |  |  |  |  |  |  |  |  |  |  |
| 5世紀末頃?      | 5世紀末頃?      | 5世紀末頃?      | 5世紀末頃?      | 5世紀末頃?      | 5世紀末頃?      | 上毛野 （かみつけの）         | 上毛野 （かみつけの）         | 上毛野 （かみつけの）         | 上毛野 （かみつけの）         | 上毛野 （かみつけの）         | 上毛野 （かみつけの）         | 下毛野 （しもつけの） | 下毛野 （しもつけの） | 下毛野 （しもつけの）         | 下毛野 （しもつけの）         | 下毛野 （しもつけの）         | 下毛野 （しもつけの）         | 那須 （なす）                 | 那須 （なす）                 | 那須 （なす） | 那須 （なす） | 那須 （なす） | 那須 （なす） |        |        |        |        |  |  |  |  |  |  |  |  |  |  |  |  |  |  |  |  |
|                 |                 |                 |                 |                 |                 |                               |                               |                               |                               |                               |                               |                       |                       |                               |                               |                               |                               |                               |                               |               |               |               |               |        |        |        |        |  |  |  |  |  |  |  |  |  |  |  |  |  |  |  |  |
| 7世紀末         | 7世紀末         | 7世紀末         | 7世紀末         | 7世紀末         | 7世紀末         | 上毛野国 （かみつけののくに） | 上毛野国 （かみつけののくに） | 上毛野国 （かみつけののくに） | 上毛野国 （かみつけののくに） | 上毛野国 （かみつけののくに） | 上毛野国 （かみつけののくに） |                       |                       | 下毛野国 （しもつけののくに） | 下毛野国 （しもつけののくに） | 下毛野国 （しもつけののくに） | 下毛野国 （しもつけののくに） | 下毛野国 （しもつけののくに） | 下毛野国 （しもつけののくに） |               |               |               |               |        |        |        |        |  |  |  |  |  |  |  |  |  |  |  |  |  |  |  |  |
| 7世紀末         | 7世紀末         | 7世紀末         | 7世紀末         | 7世紀末         | 7世紀末         | 上毛野国 （かみつけののくに） | 上毛野国 （かみつけののくに） | 上毛野国 （かみつけののくに） | 上毛野国 （かみつけののくに） | 上毛野国 （かみつけののくに） | 上毛野国 （かみつけののくに） |                       |                       | 下毛野国 （しもつけののくに） | 下毛野国 （しもつけののくに） | 下毛野国 （しもつけののくに） | 下毛野国 （しもつけののくに） | 下毛野国 （しもつけののくに） | 下毛野国 （しもつけののくに） |               |               |               |               |        |        |        |        |  |  |  |  |  |  |  |  |  |  |  |  |  |  |  |  |
| 8世紀初頭       | 8世紀初頭       | 8世紀初頭       | 8世紀初頭       | 8世紀初頭       | 8世紀初頭       | 上野国 （こうずけのくに）     | 上野国 （こうずけのくに）     | 上野国 （こうずけのくに）     | 上野国 （こうずけのくに）     | 上野国 （こうずけのくに）     | 上野国 （こうずけのくに）     |                       |                       | 下野国 （しもつけのくに）     | 下野国 （しもつけのくに）     | 下野国 （しもつけのくに）     | 下野国 （しもつけのくに）     | 下野国 （しもつけのくに）     | 下野国 （しもつけのくに）     |               |               |               |               |        |        |        |        |  |  |  |  |  |  |  |  |  |  |  |  |  |  |  |  |
| 8世紀初頭       | 8世紀初頭       | 8世紀初頭       | 8世紀初頭       | 8世紀初頭       | 8世紀初頭       | 上野国 （こうずけのくに）     | 上野国 （こうずけのくに）     | 上野国 （こうずけのくに）     | 上野国 （こうずけのくに）     | 上野国 （こうずけのくに）     | 上野国 （こうずけのくに）     |                       |                       | 下野国 （しもつけのくに）     | 下野国 （しもつけのくに）     | 下野国 （しもつけのくに）     | 下野国 （しもつけのくに）     | 下野国 （しもつけのくに）     | 下野国 （しもつけのくに）     |               |               |               |               |        |        |        |        |  |  |  |  |  |  |  |  |  |  |  |  |  |  |  |  |
|                 |                 |                 |                 |                 |                 |                               |                               |                               |                               |                               |                               |                       |                       |                               |                               |                               |                               |                               |                               |               |               |               |               |        |        |        |        |  |  |  |  |  |  |  |  |  |  |  |  |  |  |  |  |
|                 |                 |                 |                 |                 |                 | ↓                             | ↓                             | ↓                             | ↓                             | ↓                             | ↓                             |                       |                       | ↓                             | ↓                             | ↓                             | ↓                             | ↓                             | ↓                             |               |               |               |               |        |        |        |        |  |  |  |  |  |  |  |  |  |  |  |  |  |  |  |  |
| 現在の 都道府県 | 現在の 都道府県 | 現在の 都道府県 | 現在の 都道府県 | 現在の 都道府県 | 現在の 都道府県 | ↓                             | ↓                             | ↓                             | ↓                             | ↓                             | ↓                             | 群馬県                | 群馬県                | 群馬県                        | 群馬県                        | 群馬県                        | 群馬県                        | ↓                             | ↓                             |               |               | 栃木県        | 栃木県        | 栃木県 | 栃木県 | 栃木県 | 栃木県 |  |  |  |  |  |  |  |  |  |  |  |  |  |  |  |  |

北関東の群馬県と栃木県南部を合わせた領域を指す地域名称、またはヤマト王権時代に同地域に築かれていたとされる勢力を指す名称である。史書には「毛野」の名称自体は使われていないが、「上毛野（かみつけの）」や「下毛野（しもつけの）」の名称が見られ、これらは毛野が分かれた後のものといわれる。律令制施行後は、上毛野は上野国（こうずけのくに：群馬県領域）に、下毛野は那須（栃木県北部）を加えて下野国（しもつけのくに：栃木県領域）と定められた。この過程で「毛」の表記は省略されたが、「け」の読みは残されている。現在でも「毛野」の名残は、上毛・東毛・西毛・両毛という地域表現や、「毛野河」から転訛した鬼怒川（きぬがわ）の名称などに見られ、栃木県足利市には地区名として名前が現存している。
毛野地域の比定地である北関東では、古墳時代に数多くの古墳が築かれたことが知られる。特に群馬県内では、東日本最大の太田天神山古墳（群馬県太田市、墳丘長210メートルで全国26位）を始めとして、墳丘長が80メートルを越す大型古墳が45基、総数では約1万3000基もの古墳が築かれた。古墳時代の主な勢力には畿内のほかに毛野、尾張・美濃、吉備、出雲、筑紫、日向が挙げられるが、墳丘長200メートル以上の古墳が築かれたのは畿内、吉備、毛野のみであった。加えて畿内王墓に特有の長持形石棺の使用が見られることにも、毛野の特筆性が指摘される。
また『日本書紀』には、崇神天皇（第10代）皇子の豊城入彦命に始まる上毛野氏（かみつけのうじ/かみつけのし）の伝承が記されている。その中で各人物は対蝦夷・対朝鮮の軍事・外交に携わっており、毛野の豪族がヤマト王権に組み込まれた後も王権内で重要な役割を担っていたことが指摘されている。

## 「毛野」の由来と読み

### 由来
「毛野」の名称の由来には、次のような諸説が提唱されている。
- 穀物の産地説
肥沃な地であったことに由来したとする説[3]。その様子を表した「御食（みけ）」が地名になったという[4]。また、「毛」が草木・五穀を意味したという説もある[5]。
- 「毛人（蝦夷）」説
「蝦夷」を古くは「毛人」と記したことから、「毛の国」、二字表記にして「毛野」の字が当てられたとする説。『宋書』倭国伝の倭王武の上表文には「東に毛人を征すること五十五国」という記述があり[原 1]、この「毛人」との関係が指摘される[6]。
- 「紀伊」説
豊城入彦命に代表される「紀の国」出身者が移住し、「きの」が転訛したとする説[3]。『日本書紀』には豊城入彦命の母が紀伊出身である旨が明記されている。『常陸国風土記』筑波郡の条には「筑波の県は、古、紀の国と謂いき」（筑波は昔は「紀の国」といった）との記載がある。「紀の国」の「紀」を城柵と解釈し、朝廷に従わず城塞となる国とする説もあるが、本居宣長は『古事記伝』で「木（き）の気（け）と云ることもあり」とし、木の国すなわち「紀の国」が「毛の国」と転訛したとする[7]。関連して、上毛野氏が歴史編纂にあたって祖先の名を「とよき（豊城入彦命）」、信仰する山の名を「あかき（赤城山）」とした、とする説がある[8]。また、鬼怒川（衣川/毛野河）流域に権勢を有した宇都宮氏の郎党である益子氏（紀清両党の1つ）は、紀伊国造家と血縁を有する紀氏の出自といわれる[9]。

なお『上野名跡志』では、『和名抄』に見える下野国河内郡の「衣川郷」が元々は「毛野郷」であったと推測して、「毛野」の地名起源を同地とする説を挙げる。

### 読み
「毛野」の読みは「けの」または「けぬ」とされる。
江戸時代以後の文献では、「毛野」を「けぬ」と記す例が多いが、これは当時の読みを伝える万葉仮名において、「努」の読みに2説があったためである。すなわち、『万葉集』では「毛野」の読みに「氣努」「氣乃」「氣野」「家野」「家努」の仮名があてられており、うち「野」は「ノ（甲類）」、「乃」は「ノ（乙類）」の読みであるが、「努」には「ヌ」「ノ（甲類）」の2通りがあるとされていた。しかしながら「ノ（甲類）」である論証がなされ、『万葉集』の訓読においては「努」は「ノ」と読むのが一般的となっている。
一方で、「毛野河」から転じたと考えられる衣川・絹川・鬼怒川は全て「きぬがわ」と読まれているほか、『金井沢碑』では上毛野の下佐野に古くは下賛（しもさぬ）と充てたり、『万葉集』でも「努」はもとより「野」を「ヌ」の読みに充てる例もある。特に神名・人名において、「経津主神」に「布都努志命」（ふつぬし、『出雲国風土記』）を、「淤美豆奴神」に「意美豆努命・臣津野命」（おみづぬ、『出雲国風土記』）を、「鸕濡渟」に「宇迦都久怒」（うかつくぬ、『国造本紀』）を、「久努直」に「久奴直」（くぬあたい、『天孫本紀』）を充てるなど、「努・野」を「ぬ」と訓む例は数多い。現在の百科事典では「けの」と「けぬ」を併記する例も多い。

## 範囲

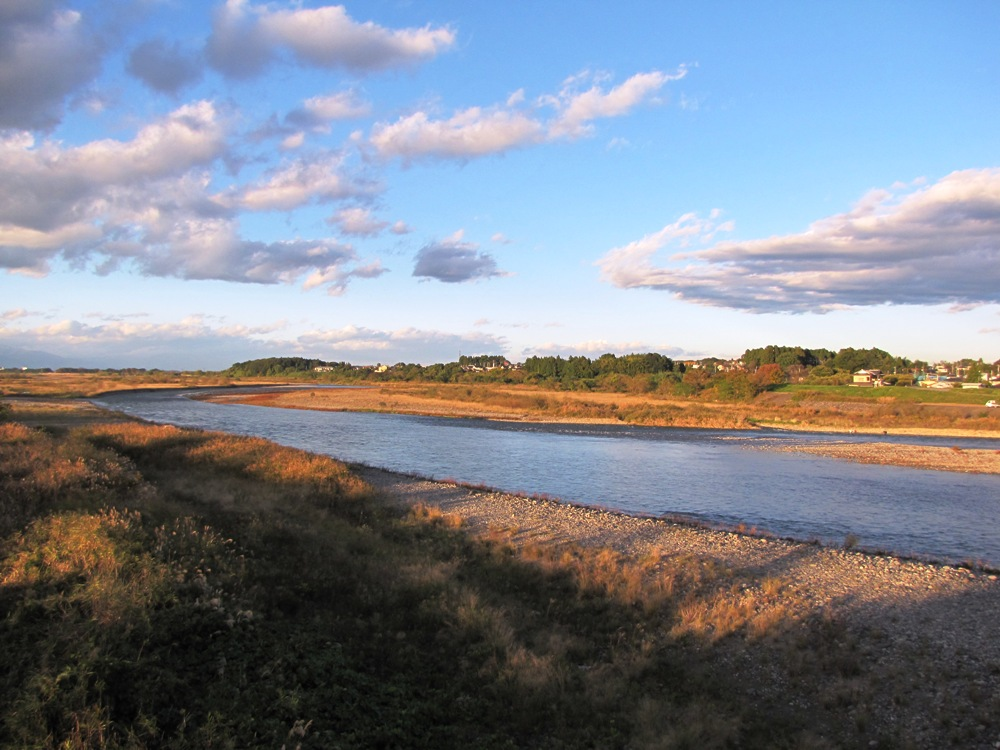
鬼怒川川名は「毛野河」の転訛といわれ、毛野の境界線にあたるとされる。

「毛野」の範囲は、一般には群馬県全域と栃木県南部と想定されている。これは上毛野国（上野国）・下毛野国（下野国）の領域から那須地域（栃木県北部）を除いた地域にあたる。
那須地域はのちの下野国には含まれたが、「毛野」からは除かれて議論される場合が多い。『常陸国風土記』には新治郡・筑波郡・信太郡条に郡境として「毛野河」の記載があり、これを鬼怒川（「毛野川」の転訛とされる）とその支流の小貝川を指すとして「毛野と那須との境」を表した名称とされる。一方『先代旧事本紀』「国造本紀」には、景行天皇（第12代）の時期に那須国造が設けられたと記されている。これは仁徳天皇（第16代）の時期に設けられたとも記す下毛野国造に先行することから、那須国造の領域は毛野に含まれなかったと解されている。そしてのちの令制国設置にあたり、下毛野と那須は新しい「下毛野国」としてまとめられたとされる。ただし、那須国造の存在を疑い、那須地域も含めて下毛野であったとする考えもある。
一方古墳の様相からは、埼玉県北西部・栃木県南部は群馬県のものに類似しており、それら一帯が同一文化圏にあったと見られている。
また、筑波の西は毛野川（鬼怒川）と連なり下毛野とも近接しており、毛野はある時期には那須地域の他にも常陸国の新治・白壁・筑波の一帯を含む地域であった可能性が指摘されている。4世紀後半から5世紀初め、この地域の前方後円墳は栃木県の小川・湯津上一帯と茨城県の筑波・柿岡一帯に分布しており、茨城県石岡市の丸山古墳と、栃木県那須郡那珂川町の那須八幡塚古墳は、墳丘の形や内部構造までが一致している。

## 特徴

### 性格
『古事記』『日本書紀』には地域名称として「毛野」の記載はなく、当初より「上毛野」「下毛野」として記載されている。そのため同書からは、毛野の実態ひいては毛野とヤマト王権の関係は明らかではない。一方『先代旧事本紀』「国造本紀」には「毛野国が上毛野国と下毛野国に分かれた」との記述があり、これをもって「毛野国（けののくに/けのくに、毛国とも）」という大国を想定し、それが強大なため分割されたという議論がなされていた。しかしながら「毛野国」の記述は史書の中でこの記載のみであること、『先代旧事本紀』自体が後世の潤色が多いとされていること、『古事記』『日本書紀』には分割されたケースとして「筑紫」「吉備」の名があるのに「毛野」の名がないことなどから、その想定を否定する意見も強い。「毛野」は単に「未開の沃野」という程度の一般名称であるという指摘もある。また政治的勢力の呼称としては、毛野の内部の各地域毎に一定の政治的まとまりが見られることから、毛野地域の首長連合政権として「毛野政権」という表現を使う場合がある。
考古資料では、古墳時代前期には東海地方由来の前方後方墳が多く築かれたほか、同地方由来の「S字甕」と呼ばれる土器も多く出土しており、畿内に対する独自性が見る説がある。一方この墳丘形式について、墳丘規模がどの地域においても前方後円墳が前方後方墳を上回ること、東国においても前方後円墳と前方後方墳が併存していること、前方後円墳だけでなく前方後方墳でも最大規模のものは畿内に存在すること、副葬品に前方後円墳と前方後方墳に差がないことをあげて、畿内と東国の対立を退け、前方後円墳と前方後方墳の違いは「首長層の政治的なランク付け」の反映であるとする説もある。いずれの説にしても、その後の墳丘形式は前方後円墳に移行された。また、東日本最大の太田天神山古墳は築造当時では全国約5位の規模であり、同古墳やお富士山古墳の石棺には、畿内王者特有の長持形石棺が用いられた。そこには畿内の石工の存在が明らかであり、それらをもって畿内と毛野の豪族との同盟関係が想定されている。また、この毛野政権に加えて畿内政権・吉備政権などから構成された連合政権がヤマト王権である、という重層的な王権の実態が提唱されている。一方、吉備や毛野を独立した政権とすることは根拠貧弱であり、祭祀や氏族の系譜的関係、4世紀代の王権の活動（四道将軍、倭建命の東方遠征など）からも『先代旧事本紀』などの文献通り上毛野国造・下毛野国造や吉弥侯部、毛野物部君を想定するべきであるという批判も唱えられている。
なお、古くは『魏志倭人伝』に見える「狗奴国（くなこく）」を「毛野国」にあてる説もあった。狗奴国とは邪馬台国の東にあり長年争ったという国である。しかしながら、遺跡調査から邪馬台国の時代にはまだ毛野地域の平野部の開拓はなされていなかったことが判明した。そのため、近年では狗奴と毛野は全く別のものと考えられるようになっている。
狗奴国東海説では静岡県に久努国造、栃木県にも狗奴に近い鬼怒川が残り、5世紀の倭王武の上表文の中で古代中国の毛民に由来する毛人という単語を既に東国を指すのに用いていることから訓読み成立以降に元々東国を指していた狗奴（クヌ）に毛人と野を組み合わせた毛野（ケヌ）という漢字表記を当てるようになり転訛したと考えることもできる。

### 毛野の分裂
毛野地域は、のちに渡良瀬川を境として上毛野（かみつけの/かみつけぬ）・下毛野（しもつけの/しもつけぬ）に分かれたという。この「上」「下」は、上総国・下総国同様、一国を「上下」に分けたものであるが、越・備・豊・筑・肥のように「前後」に分けた国との命名の違いは明らかでない。この上毛野・下毛野はのちに令制国と定められた（下毛野は那須を併合）。のち、713年（和銅6年）頃に諸地名を好字二字と改めるという一環で、両国は上野国（こうずけのくに）と下野国（しもつけのくに）と改称した。この際「毛」の字は消えたものの「け」の読みを残している。
これに関して「国造本紀」によれば、仁徳天皇（第16代）の時代に上毛野・下毛野に分かれ、それぞれ上毛野国造・下毛野国造が支配したという。ただし『古事記』『日本書紀』には当初より上毛野・下毛野と記されており、この伝承の記載はない。加えて『先代旧事本紀』は後世の潤色が多いため、この記述には懐疑的な見解も強い。
一方近年では、考古資料による考察から上毛野・下毛野の呼び分けの時期を5世紀末から6世紀初頭とする説が支持されている。この頃に栃木県域では、新興勢力として摩利支天塚古墳・琵琶塚古墳を始めとした大型古墳が思川流域に出現した。その事からこの「新興勢力の領域」を「下毛野」と呼び、「旧来の毛野」を「上毛野」と呼び分けたとする説もある。
なお、毛野分割を示唆する伝承として『日光山縁起』の「神戦譚」が知られる。これは日光男体山・赤城山に関する伝説で、戦場ヶ原において男体山（栃木県）の神と赤城山（群馬県）の神がそれぞれ大蛇と大ムカデになって戦い、男体山の神が勝利をおさめたという。以上から、毛野が分割されるにあたって激しい領地争いがあったとする説のほか、日光山側の助けについた鹿島の神（鹿島神宮）は畿内政権を象徴するとし、畿内から何らかの影響が及ぼされたとする説がある。

## 文献

### 東国の位置づけ
前述のように『古事記』『日本書紀』には「毛野」の名称自体の記載はない。代わりに毛野含め関東諸地域は「東国」の名で記載される。『常陸国風土記』には、足柄峠以東は「我姫（あづま）」とみなされたこと、その分割が孝徳天皇（第36代）の時代に行われたことが記載されている。この認識は『日本書紀』大化2年（646年）の東国国司に対する詔の内容や、毛野出身諸氏族に対する「東国六腹朝臣」の表現にも見られる。これらをもって、関東地方は古くは「東国」として1つのまとまりを持っており、律令国家形成の過程で8つに分割されたと指摘される。
また『古事記』では、「天語歌」の中で倭国を「天・東・夷」の3層構造と表現しており、東国は王権（天）とも化外（夷）とも異なる性格を持っていたとも指摘される。

### ヤマト王権の東国統治
『日本書紀』は東国の経営について、四道将軍、豊城入彦命、ヤマトタケル、御諸別王（豊城入彦命三世孫）の各伝承を載せる。
四道将軍は、崇神天皇（第10代）10年に北陸・東海・西道・丹波の4方面に4人の将軍が派遣されたという伝承である。4人のうち大彦命は北陸道方面、武渟川別命は東海道方面に派遣され、2人は会津で合流したという。この過程において、毛野地域を含む東山道方面については記載がなく空白となっている。記載自体が伝承性の強いものであるが、考古資料と照らし合わせると、この時点では毛野は未開の地であったと考えられている。
次いで崇神天皇48年、崇神天皇皇子の豊城入彦命が東国経営を命じられたという。豊城入彦命の付記として「上毛野君・下毛野君の祖」と記しており、その後も命の子孫が毛野に深く関係している。このことから、ヤマト王権が四道将軍の時には未開の地であった毛野の経営に着手したと解釈される。ただし、豊城入彦命とその孫・彦狭島王の時点までは、毛野の地に入っていないと見られる。
景行天皇（第12代）の時代には、武内宿禰が北陸・東国に派遣されて地形・民情を調査し、翌々年に帰還した。そして景行天皇40年に東国が不穏となり蝦夷が反乱を起こすにあたって、景行天皇皇子のヤマトタケルが東国討伐に派遣された。その東征ルートでは、依然毛野地域は外されている。ヤマトタケルの遠征は毛野地域の本格的な経営に先立つ事業であったと見なす考えもある。
その後、景行天皇55年に彦狭島王（豊城入彦命の孫）が東山道十五国都督に任じられたが、途中で没したため御諸別王（彦狭島王の子）が東国に赴いて善政をしき、蝦夷を討ったという。これをもって、御諸別王が実質的な毛野経営の祖と考えられる。
以上のように、毛野地域はヤマト王権による東国経営の後半期に進められたとされる。加えて、東海道は「征討・帰還型」の派遣であるのに対し東山道は「治政・移住型」であるとする説がある。そして御諸別王の後は、対朝鮮・対蝦夷の軍事・外交に携わった上毛野氏各人物の活躍が記述される。また傍系の吉弥侯部（浮田国造）や下毛野国造に繋がると見られる上毛野田道は朝鮮での活動だけでなく、現在の宮城県まで進出し、雷神山古墳に埋葬されたと見る説もある。
大化以後には、毛野出身の氏族として「東国六腹朝臣」と呼ばれる上毛野氏・下毛野氏・大野氏・池田氏・佐味氏・車持氏ら6氏が、朝廷の中級貴族として活躍を見せた。

### 武蔵国造の乱での関与
『日本書紀』には、安閑天皇元年（534年?）に起きたとされる武蔵国造の笠原氏の内紛（武蔵国造の乱）において、上毛野氏の関与が記されている。この乱の中で、笠原使主は朝廷に援助を、小杵は上毛野小熊に援助を求め、最終的に使主が勝利した。
上毛野小熊含め上毛野氏は上毛野国造であったと推測されており、古くから定説として「使主 - ヤマト王権」対「小杵 - 上毛野」という対立の構造が提唱されてきた。この中で、小杵の敗死とともに上毛野地域内に「緑野屯倉」が設けられ、その勢力が大きく削がれたと推測されている。ただし、上毛野小熊が助けの求めに応じたかは明らかでないこと、小熊は処罰を受けておらずむしろ小熊以降に上毛野氏の繁栄が見られること、緑野屯倉が事件に関わるという証拠がないことなどから反論もある。
考古資料においては、5世紀後半に上毛野の古墳が小型化する一方、武蔵の埼玉古墳群（武蔵国造の本拠地と推測される）が成長するという傾向が見られる。

## 考古資料

### 縄文時代
栃木市の藤岡貝塚は縄文時代前期の貝塚で、現在の東京湾から70キロメートル内陸で発見されている。縄文晩期には関東地方をはじめとして狩猟が活発化し、桐生市の千網谷戸（ちあみがいと）遺跡では石鏃が千単位で出土し、貝塚ではないにもかかわらず獣骨も検出されている。特にイノシシの骨は主に幼少の個体が検出されている。
群馬県吾妻郡東吾妻町の郷原遺跡では土偶が浅く掘った小さな穴に横たえられ、河原石などで囲まれ、その上に蓋石を伴った状態で検出されており、人間の埋葬形態を模したものと推察されている。

### 弥生時代
弥生時代の日本列島では、各地で独自の墳丘墓が築かれ、地域色豊かな様相を示した。3世紀になると近畿地方において纏向遺跡に象徴される勢力が頭角を表し、3世紀後半には箸中山古墳（箸墓古墳）に代表される大型前方後円墳が現れて古墳時代に入った。
こうした中で毛野地域では、弥生時代中期から後期前半は北毛・西毛の谷地形の地域において竜見町式土器文化圏が形成されていた。代わって3世紀代（弥生時代後期）には樽式土器が広がったが、その文化圏も西毛地域から北毛地域で形成するにとどまった。

#### 弥生時代の集落
高崎市の日高遺跡は弥生時代後期の農業村落で、榛名山麓の扇状地上の幅20 - 30メートルの谷戸を利用して水田がつくられており、その水田から比高1 - 2メートルの台地に集落が営まれていた。東日本では静岡市の登呂遺跡に続いて発見された水田跡で、約6,000平方メートルの区域で40数枚の水田が検出されている。地表面から約1.5メートル下層に、畦や水口（取水口）・水尻（排水口）などの水田施設が浅間山軽石層に覆われて埋没していた。各水田跡は約60 - 180平方メートル、畦は幅1.0 - 1.2メートルで、谷戸の地形に沿って蛇行し、中央には水路が貫通している。耕土中に斑鉄、マンガンが認められないため、湿田に近く、排水を主体とする水路であったと見られている。畦は水口と水尻をはじめとして、雑木の幹や小枝を入れて補強されていた。水田を小走りに走った足跡が多く遺されており、群馬県警鑑識課の応援により、足形の調査や弥生人の心理分析も行われた。静岡県の登呂遺跡・山木遺跡と同様の高床倉庫や建築材も検出されており、1本の丸太を削った高床倉庫用の梯子や田舟も使用されていた。鋤・鍬など多くの木製農具、手斧の柄、丸木弓、木製容器、石鏃、太型蛤刃石斧なども出土。また炭化米、ムギ、ウリ、ヒョウタン、モモ、クルミ、クリ、ドングリなどの他、シカの骨、昆虫の羽なども検出され、埋没した季節の推定や自然環境の復原の手がかりとなっている。
畑作遺構は検出が難しいとされるが、弥生時代後期末の高崎市小八木遺跡では集落から水田に向かう約300平方メートルに畝状の遺構が見つかっている。
東日本の方形周溝墓では単数埋葬が圧倒的に多く副葬品は少ないが、渋川市有馬遺跡の弥生後期の方形周溝墓群では例外的に多数埋葬が行われている。溝の中に樽式の供献土器が多数置かれ、低い墳丘から礫床木棺墓と呼ばれる特殊な埋葬例が4、5基ずつ見つかった。また、木棺中央部からは鉄製短剣などの副葬品が出土している。

#### 弥生時代の出土品
弥生時代中期に現れた再葬墓は、死後埋葬した人を一定年月の間に発掘して骨を集め、あらためて大型の壺や鉢に納骨して土壙に埋葬する方式で洗骨葬とも呼ばれる。佐野市の出流原（いずるはら）遺跡の再葬墓では、37の墓壙から100以上の大きな壺形土器が出土し、壺から人骨片や故意に割られた管玉が検出されている。また茨城県筑西市の女方（おざかた）遺跡や常陸大宮市の小野天神前遺跡の再葬墓と同様に、長頸壺の口縁部外面に人面を付けた人面土器も出土している。
弥生時代後期の小山市の田間遺跡からは祭祀用の小銅鐸が検出されている。

### 古墳時代

#### 前期
古墳時代にはヤマト王権の強大化が進んだ。中国の史書には3世紀中頃から5世紀代まで記載がなく「謎の4世紀」と呼ばれる時期において、王権は鉄器や農耕具をもって列島に展開した。東国では千葉県市原市の神門古墳群中の神門5号墳（3世紀、東日本最古と位置づけられる）や姉崎古墳群中の姉崎天神山古墳（4世紀前半、墳丘長130メートル）、会津の会津大塚山古墳（4世紀末、墳丘長114メートル）に見られるように、畿内由来の前方後円墳が東海道側を経由して東北へと展開した。

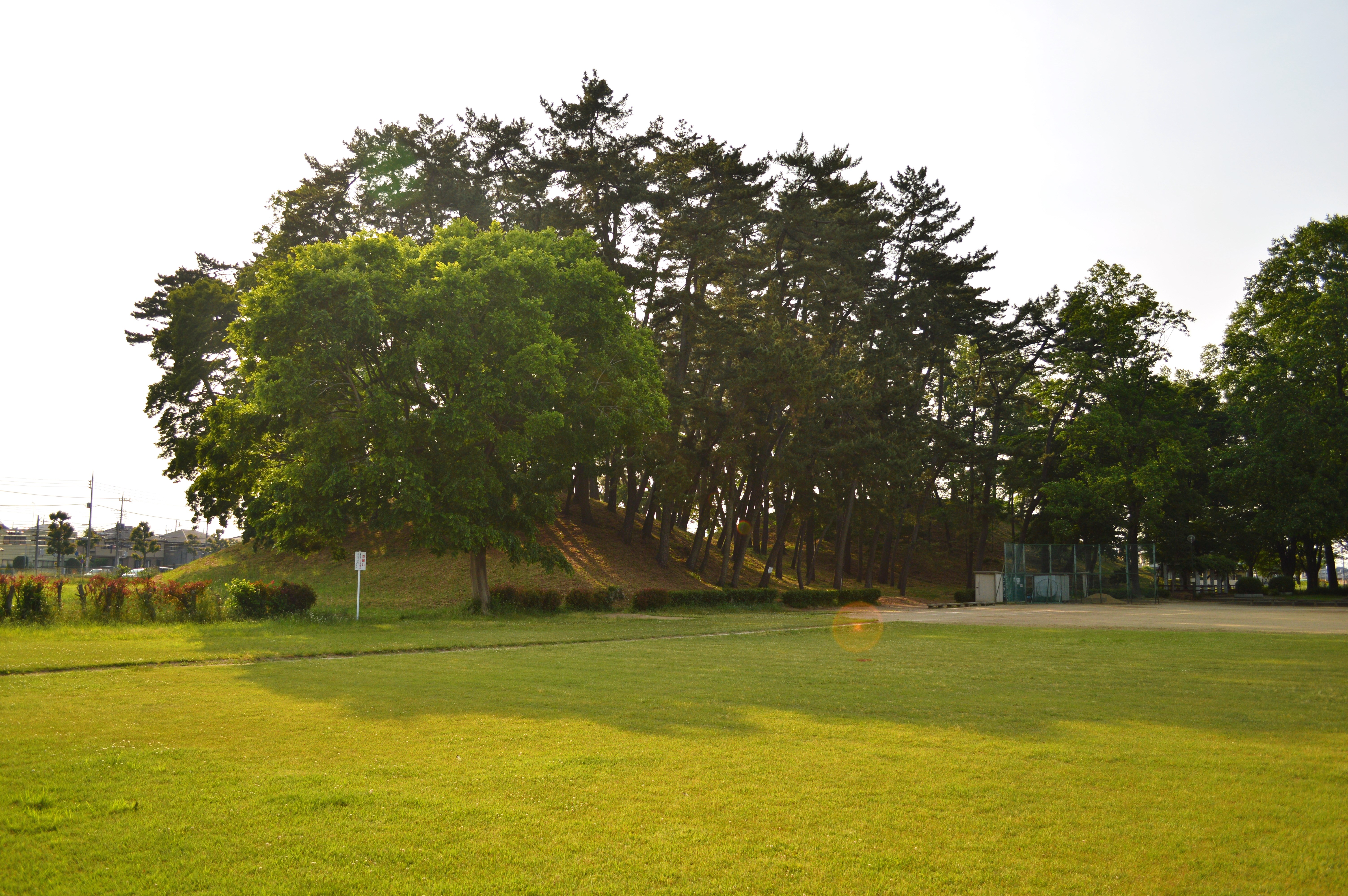
八幡山古墳（群馬県前橋市）東日本最大（全国4位）の前方後方墳。

毛野地域では、4世紀代に入ると突如として空白の平野部に古墳が築造されるようになった。その分布には高崎市・前橋市周辺と太田市周辺の2つの中心地域が認められるほか、その展開の特徴として前方後方墳であることが挙げられる。特に、八幡山古墳（群馬県前橋市）は墳丘長130メートルに及び、前方後方墳では全国4位の大きさである。

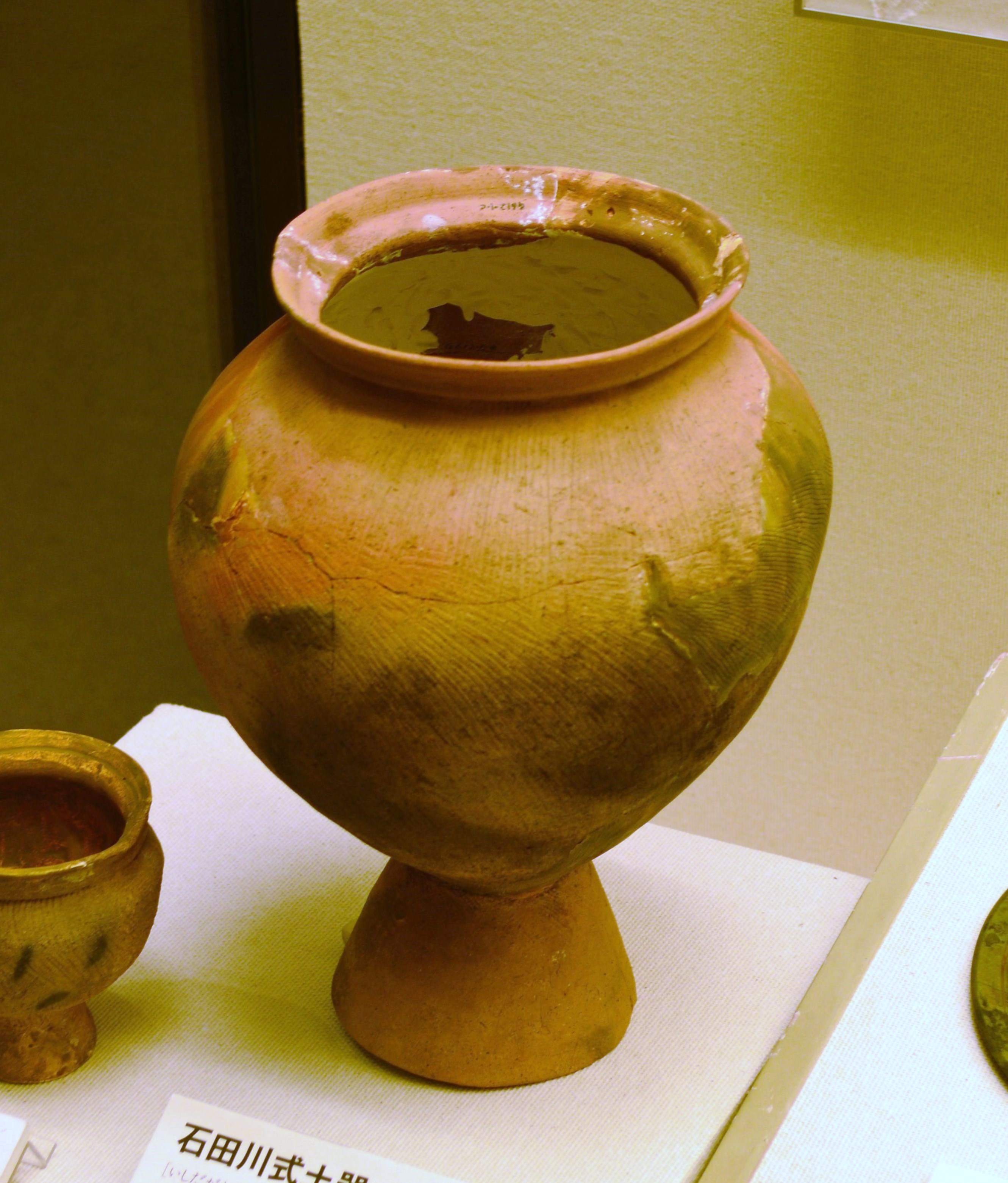
石田川式土器群馬県立歴史博物館展示。

こうした様相は、古墳周辺から出土する土器「石田川式土器」にも表れている。この土器は口縁部がS字になっている「S字甕」で、その他の特徴からも東海地方の影響を強く受けたものとされる。このような石田川式土器文化圏の形成には、同地方からの組織的かつ大規模な移住があったものと見られ、こうした人々により未開の平野部が開拓されていったと見られている。
4世紀中葉以降、古墳の墳形は前方後円墳へと移り、前橋市には前橋天神山古墳が築かれた。この古墳は古式古墳で、墳丘長129メートルの前方後円墳である。粘土槨からは銅鏡5面（三角縁四神四獣鏡2面、神仙鏡・二禽二獣鏡・獣形鏡各1面）、碧玉製紡錘車、銅鏃、素環頭大刀などの刀剣、鉄製工具、農具、漁具、櫛などが検出されている。畿内における古式古墳は三輪山山麓地帯に集中しているが、前橋天神山古墳は後円部墳頂に、底に穴をあけた土師器の壺が巡らされている点などで三輪山山麓の桜井茶臼山古墳と共通点があり、副葬品や墳丘の形態、祭祀様式が三輪山麓から直接、毛野に伝わったと推測されている。これは上毛野氏の祖が東国統治のために毛野に赴いたという伝承とも一致しており、御諸別命の名や蛇に纏わる伝承からも上毛野氏と三輪氏が同族であったとする説も存在するが、学界では受け入れられていない。また1985年には、奈良県天理市の石上神宮禁足地から七支刀などとともに検出された柄頭が、高崎市倉賀野出土の単鳳環頭大刀の金銅製柄頭と同じ鋳型で造られていることが明らかにされ、大和朝廷と毛野の密接な結びつきを示すものとなっている。さらに前橋天神山古墳の形状は山梨県笛吹市八代町岡の岡銚子塚古墳、福島県会津若松市の会津大塚山古墳とも類似しており、これらの分布は、大和朝廷の勢力が4世紀後半の段階で中部・関東を経て東北南部に至り、朝廷と地方勢力が密接な関係にあったことを示している。
同様に太田市周辺にも前方後円墳が築かれるようになり、前橋・高崎、太田の2大勢力は前方後方墳時期に引き続いて併存した。このような前方後円墳の展開の要因には畿内との結びつきの強化があると見られ、それを背景として首長が連合し毛野の地域政権が強化されていったと見られる。

##### 前期の出土品
高崎市の御布呂遺跡の古墳時代初頭の水田面からはニワトリの肉塊が出土している。これは祭祀に使われた贄であったと考えられている。

#### 中期

##### 上毛野における古墳の大規模化

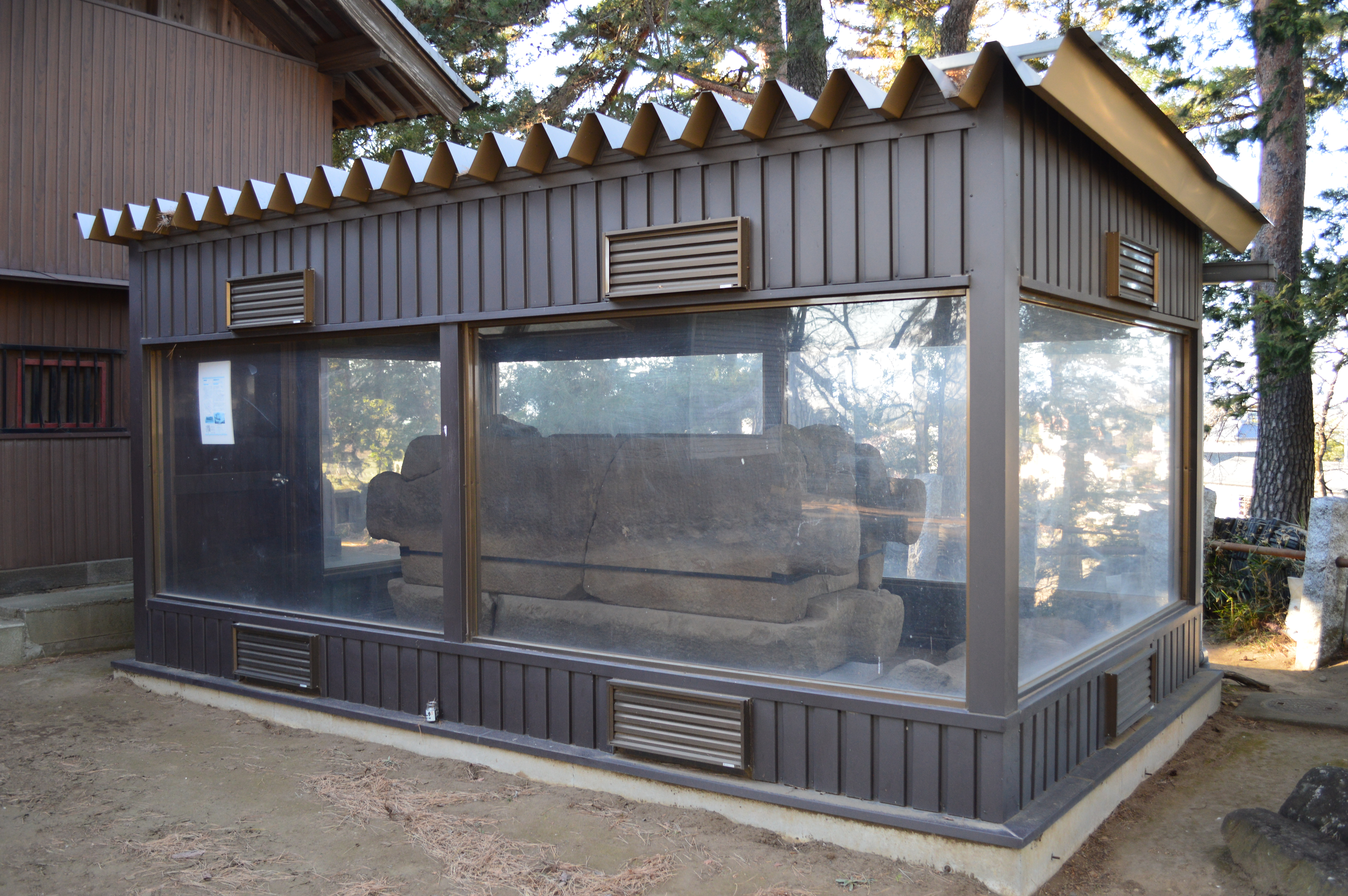
長持形石棺
（お富士山古墳出土棺）

5世紀に入ると古墳の大型化が進み、浅間山古墳（群馬県高崎市、171.5メートル）や別所茶臼山古墳（群馬県太田市、164.5メートル）が築かれた。別所茶臼山古墳は先行する朝子塚古墳（123.5メートル）を伴っている。これらの豪族は5世紀初めの倭の五王の登場とともに、その始祖を助けて強大化したと考えられている。そして5世紀中頃に東日本最大の太田天神山古墳（群馬県太田市、210メートル）が築かれた。同古墳は同時期の上毛野の古墳中では群を抜いており、太田の勢力が前橋・高崎の勢力を呑み込む形で発展したことを物語っている。坂東西部では東京都港区の芝丸山古墳（125メートル）の他に傑出した古墳はなく、毛野の豪族がこの地域で強大な存在であったことを示している。なお太田天神山古墳は全国では26位であるが、築造当時では全国約5位に位置づけられる。また同古墳やお富士山古墳（群馬県伊勢崎市、125メートル）の石棺には長持形石棺が用いられており、畿内の石工による築造が明らかである。この長持形石棺は畿内王者特有のもので、関東での使用例は現在のところ4例しか知られていない。こうした様相から、毛野地域が大きな地域連合体に発展したことが示唆されるとともに、太田天神山古墳の被葬者はヤマト王権から地位を保証されていたと推測される。このように太田天神山古墳で大型化の最盛期を迎えた古墳文化であるが、以後太田市付近には大型の古墳は見られなくなる。代わって上毛野全域において大型古墳が林立するようになる。一方、これらの上毛野における古墳の質・量における充実に対して、下毛野では古墳の数は極端に減少した。
5世紀後半になると、太田天神山古墳のような突出した古墳は築かれなくなり、前方後円墳のなかった地域にも100メートル級の古墳が築かれるようになった。大きくは太田、前橋、高崎、藤岡地区に集中し、領域ごとに消長が見られる。これら各地に豪族が割拠していたと見られるほか、古墳が交互に造営されたことから、各豪族が交互に上毛野の首長の座に就いたと見られている。また朝鮮半島由来の副葬品や多様な人物・動物埴輪など、古墳文化の更なる高まりも見られる。
5世紀後半に至っても多くの前方後円墳が築かれた上毛野は特異的で、それ以外の地域では前方後円墳の数は大きく減少している。この減少の背景には、他地域が王権への従属度を増して円墳を造るようになったことにある。実際にヤマト王権の中央集権化は強まりを見せ、勢力の拡大は稲荷山古墳出土鉄剣（埼玉県行田市）や江田船山古墳出土鉄刀（熊本県玉名郡和水町）の大王銘にも見られる。このような状況でも上毛野には前方後円墳が築かれ続けたことから、王権が上毛野に強い関心を持っていたと考えられている。
上毛野の主な古墳
- 4世紀[注 12]
  - 前方後方墳
    - 元島名将軍塚古墳 （群馬県高崎市） - 墳丘長90.0メートル（前方後方墳では全国19位）。
    - 八幡山古墳 （群馬県前橋市） - 墳丘長130.0メートル（前方後方墳では全国4位）。
    - 藤本観音山古墳 （栃木県足利市） - 墳丘長116.5メートル（前方後方墳では全国5位）。
    - 山王寺大桝塚古墳 （栃木県栃木市） - 墳丘長96.0メートル（前方後方墳では全国15位）。

  - 前方後円墳
    - 前橋天神山古墳（群馬県前橋市） - 墳丘長126メートルで群馬県最古の前方後円墳。三角縁四神四獣鏡2面が出土。
    - 朝子塚古墳（群馬県太田市） - 墳丘長123メートル。
- 5世紀（中頃まで）
  - 浅間山古墳（群馬県高崎市） - 5世紀前半、墳丘長171.5メートル（群馬県第2位）。
  - 別所茶臼山古墳（宝泉茶臼山古墳/円福寺茶臼山古墳）（群馬県太田市） - 5世紀前半、墳丘長164.5メートル（群馬県第3位）。
  - 太田天神山古墳（群馬県太田市） - 5世紀中頃、墳丘長210メートル、東日本最大（全国26位）。
- 5世紀中頃以後
  - 前橋地区
    - 朝倉古墳群
    - 大室古墳群
    - 総社古墳群

  - 高崎地区
    - 保渡田古墳群
    - 綿貫古墳群 - 綿貫観音山古墳（墳丘長97メートル）など。
    - 正六古墳群

  - 藤岡地区
    - 白石古墳群 - 白石稲荷山古墳（墳丘長170メートル）、七輿山古墳（墳丘長145メートル）など。

##### 中期の出土品
群馬県佐波郡玉村町の下郷遺跡には、SZ46と呼ばれる4世紀末から5世紀初頭の前方後円墳があり、その墳丘裾から出土した円筒埴輪には顔面装飾を表現した線刻人面画が認められた。香川県善通寺市の仙遊遺跡では、蓋石に人面画が線刻された弥生後期の古式石棺が出土している。この石棺の人面画は丸顔で、眼の下から頬へ5 - 7条の線が平行して描かれ、目の上から側頭部にかけては2、3条、目尻から耳へも数本の線が引かれている。これは愛知県安城市の亀塚遺跡や岡山県総社市の一倉遺跡から発掘された土器にも見られ、顔に入墨をした弥生人を表現したものとされている。下郷遺跡の人面画は仙遊遺跡・亀塚遺跡の人面画から顔の輪郭を表わす線を除いただけで非常によく似ている。下郷遺跡の円筒埴輪は墳丘を周辺から区画するために並べられており、これらの人面画は悪霊などの侵入を防ぐ目的があったとされる。
5世紀前半の藤岡市の白石稲荷山古墳からは、長方形または台形の大きな革板を綴じ合わせた草摺をつけた甲形の形象埴輪が出土している。また白石稲荷山古墳（92メートルの前方後円墳）では東西2つの粘土槨に男女が埋葬されている。西槨では首飾りの玉が散乱した状態で出土しており、後藤守一は出土状態から埋葬の際に故意に玉の緒を切り離したものと指摘している。この風習は熊本県宇土市の向野田（むこうのだ）古墳などでも見られ、いずれも女性の埋葬時に確認されている。

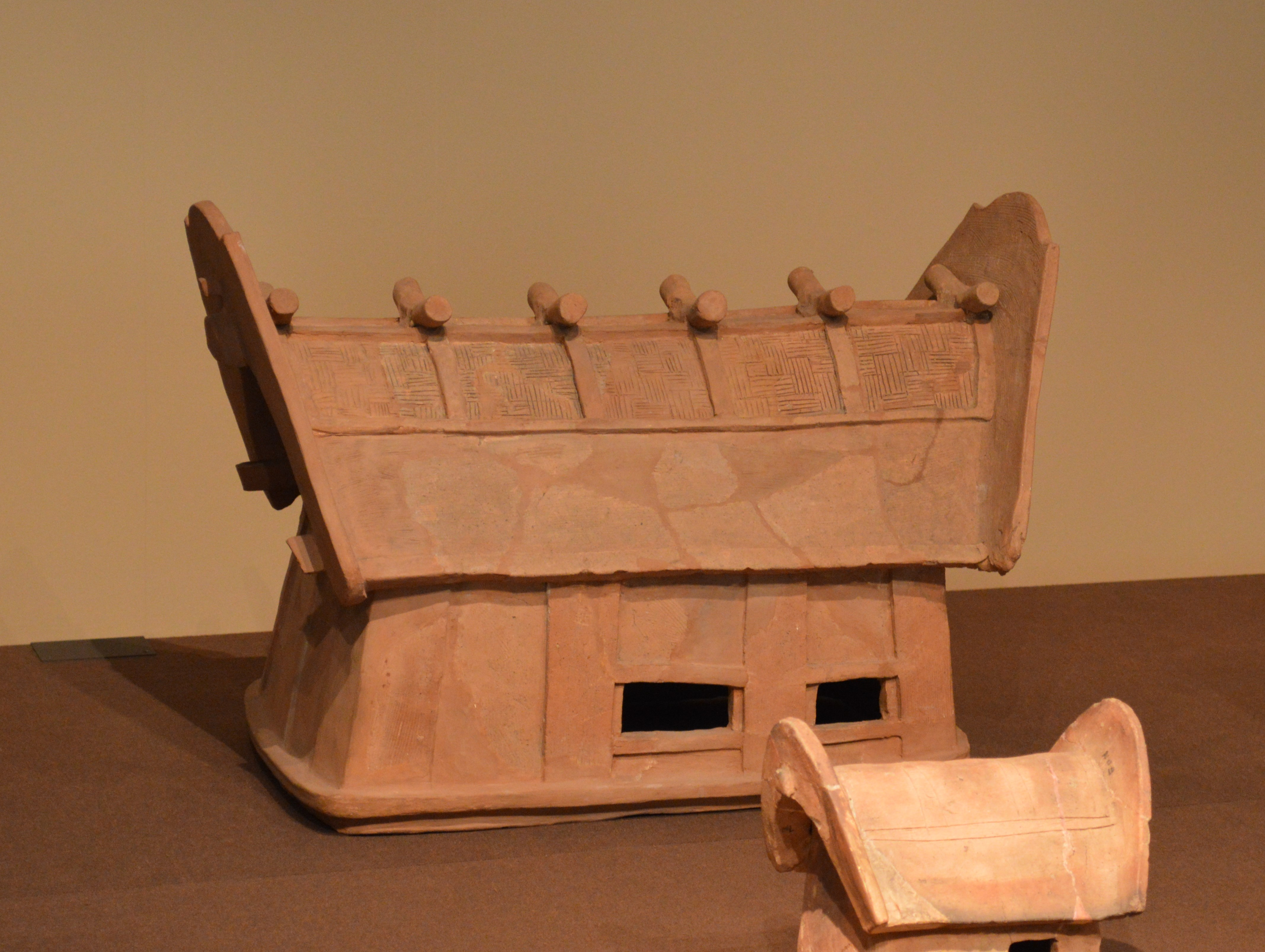
堅魚木を有する家形埴輪赤堀茶臼山古墳出土。東京国立博物館展示。

伊勢崎市の赤堀茶臼山古墳では8棟の家形埴輪が検出された。これらは形態、大きさ、屋根の押縁や柱の表現から2つのグループに分けられ、一方は切妻造の屋根のある大型平屋で、押縁や柱を粘土帯で立体的に造形している。最も大きな棟には6つの堅魚木があり、これが正殿と見られる。もう一方は全体に小型の切妻屋根の平屋や高床倉庫、寄棟屋根の高床建物で、柱や押縁、板壁の表現は線刻による。これらの家形埴輪は中央に主殿（母屋）、その左右に脇殿（対屋）、背後に倉庫が配列されていた。

#### 後期

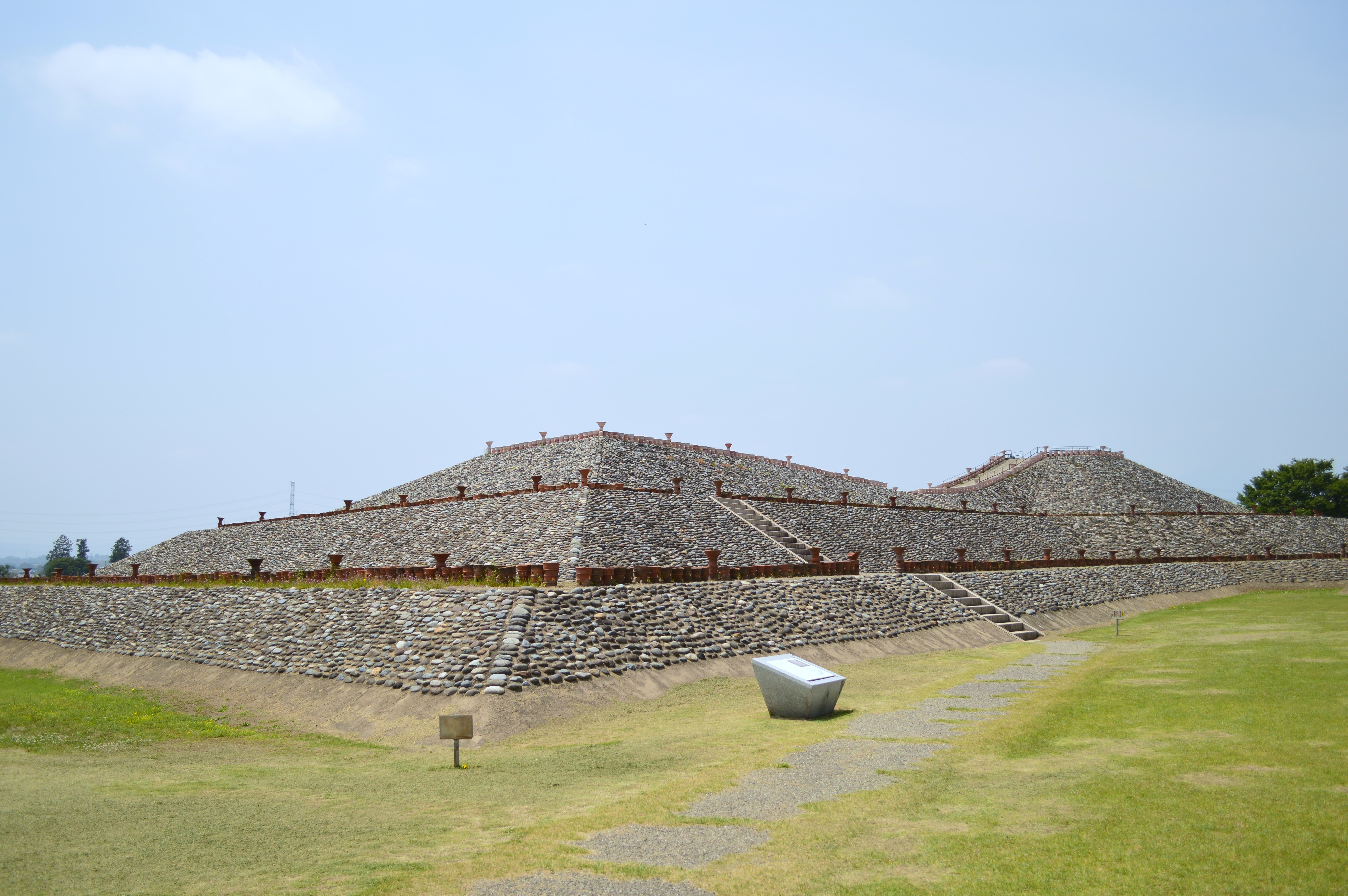
保渡田古墳群の八幡塚古墳
（群馬県高崎市）

6世紀前後の坂東西部では、東部以上に大きな古墳が造られ続けた。上毛野では前橋市の中二子古墳（100メートル）、高崎市の岩鼻二子山古墳（125メートル）・八幡塚古墳（102メートル）、藤岡市の七輿山古墳（146メートル）、下毛野では小山市の摩利支天塚古墳（117メートル）、琵琶塚古墳（123メートル）などがある。100メートル超の大型古墳を造った豪族を中心として、毛野では上毛野氏・下毛野氏が吉備や出雲のような同族体制を作り上げていたと見る説がある。
100メートルを超える後期前方後円墳は、近畿以西では岩戸山古墳・善蔵塚古墳、こうもり塚古墳の3基が見られるだけである。東国、特に関東地方の後期大型前方後円墳ははるかに多い。6世紀全体では、100メートルを超える前方後円墳は畿内全域で16基、大和では9基、上毛野でも同じく9基あり、60メートル以上のものは大和の18基に対し、上毛野では89基見つかっている。上毛野における後期大・中型前方後円墳の多くは約20の古墳群を形成しており、各首長の支配領域は後の律令時代の郡域より狭い。6世紀の上毛野各地の首長の古墳群には、前橋市の朝倉古墳群や高崎市の倉賀野・佐野古墳群のように前・中期以来のものもあるが、後期になって古墳群を形成し始めるものの前方後円墳には、中期の太田天神山古墳のように大規模なものはなく、藤岡市の白石古墳群を構成する5世紀末から6世紀初頭の七輿山古墳に次ぐ墳丘長を持つのは保渡田古墳群の5世紀末の愛宕塚（二子山）古墳（111メートル）である。保渡田古墳群は三ツ寺I遺跡の1.5キロメートル北に広がり、三ツ寺I遺跡と最も時期が近い6世紀初頭から前半の八幡塚古墳が102メートル、6世紀前半から中葉の薬師塚古墳が約90メートルである。前橋市の大室古墳群では、6世紀前半の前二子古墳が92メートル、6世紀中葉の中二子古墳が100メートル、6世紀後半の後二子古墳が76メートルであり、首長墓の大きさは同一古墳群の中でも世代によって異なる。文献では上毛野国造が存在するが、考古学的には6世紀代の上毛野では上毛野全域を支配する人物は存在せず、上毛野各地で墳墓を営んだ首長たちは「トモ」としてヤマト王権の中枢にあった特定の畿内豪族と結ばれ、東国の民衆は「ベ」の民としてヤマト王権を支えていたと考えられている。文献史料においても上毛野国造の他、韓矢田部連や車持君、物部君など多くの毛野氏同族が存在していたとされる。八幡塚古墳は墳丘の中段と裾部に2列、周濠の中島の裾部に1列、外堤に2列の円筒埴輪列を巡らしている。その外堤前方に円筒埴輪列に囲まれた4.5メートル×10.5メートルの区画があり、そこには多数の人物・動物埴輪が整然と置かれていた。水野正好は、この配列はヤマト王権下で形成されたトモ制（部民制）と同じ統治形式がほぼ同時期の東国の豪族にも見られたことを示すものと指摘しており、この統治形式は埴輪の配列で表現される以前から東国に存在していたとも考えられる。

##### 下毛野における古墳の大規模化

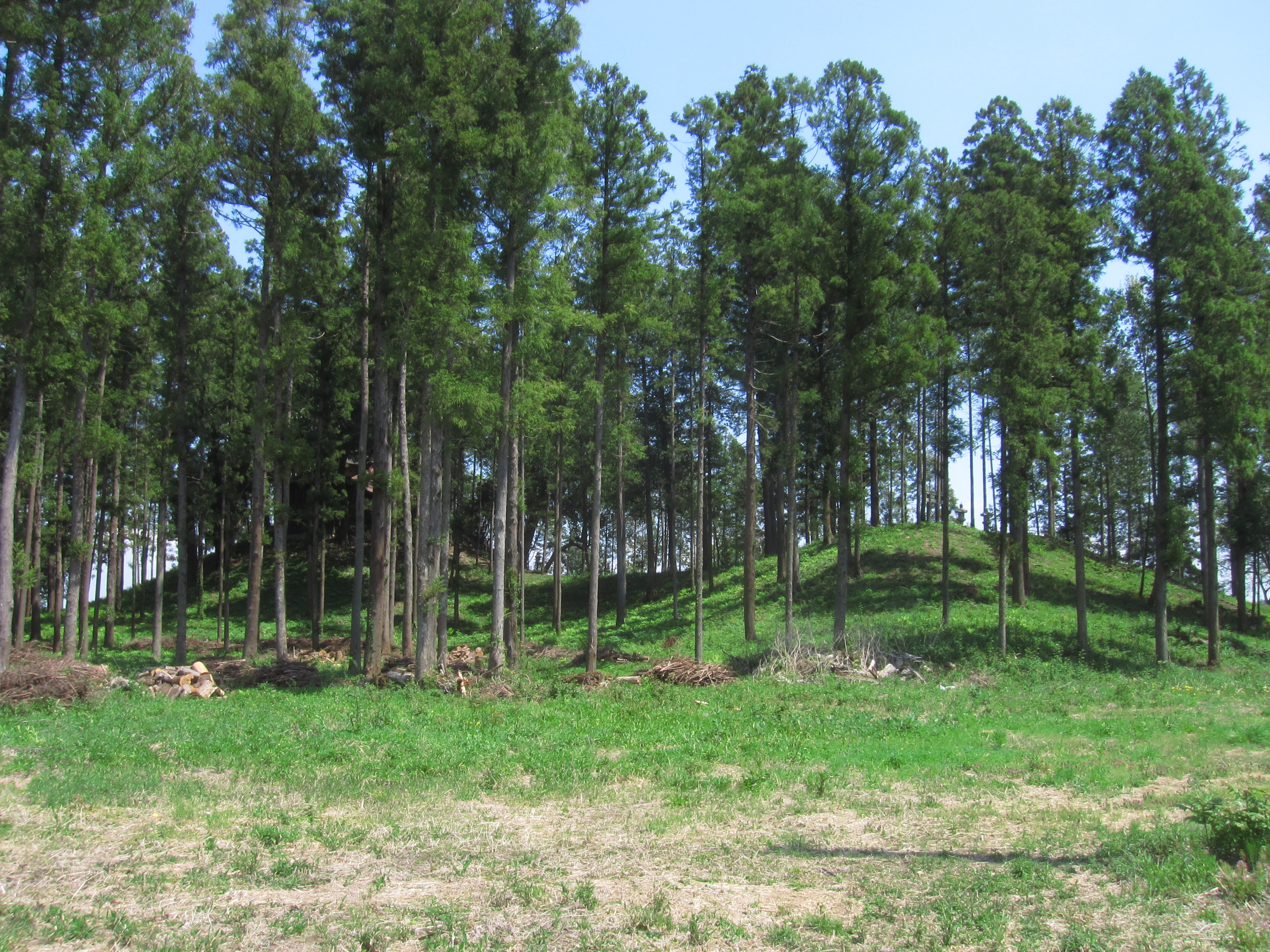
摩利支天塚古墳（栃木県小山市）

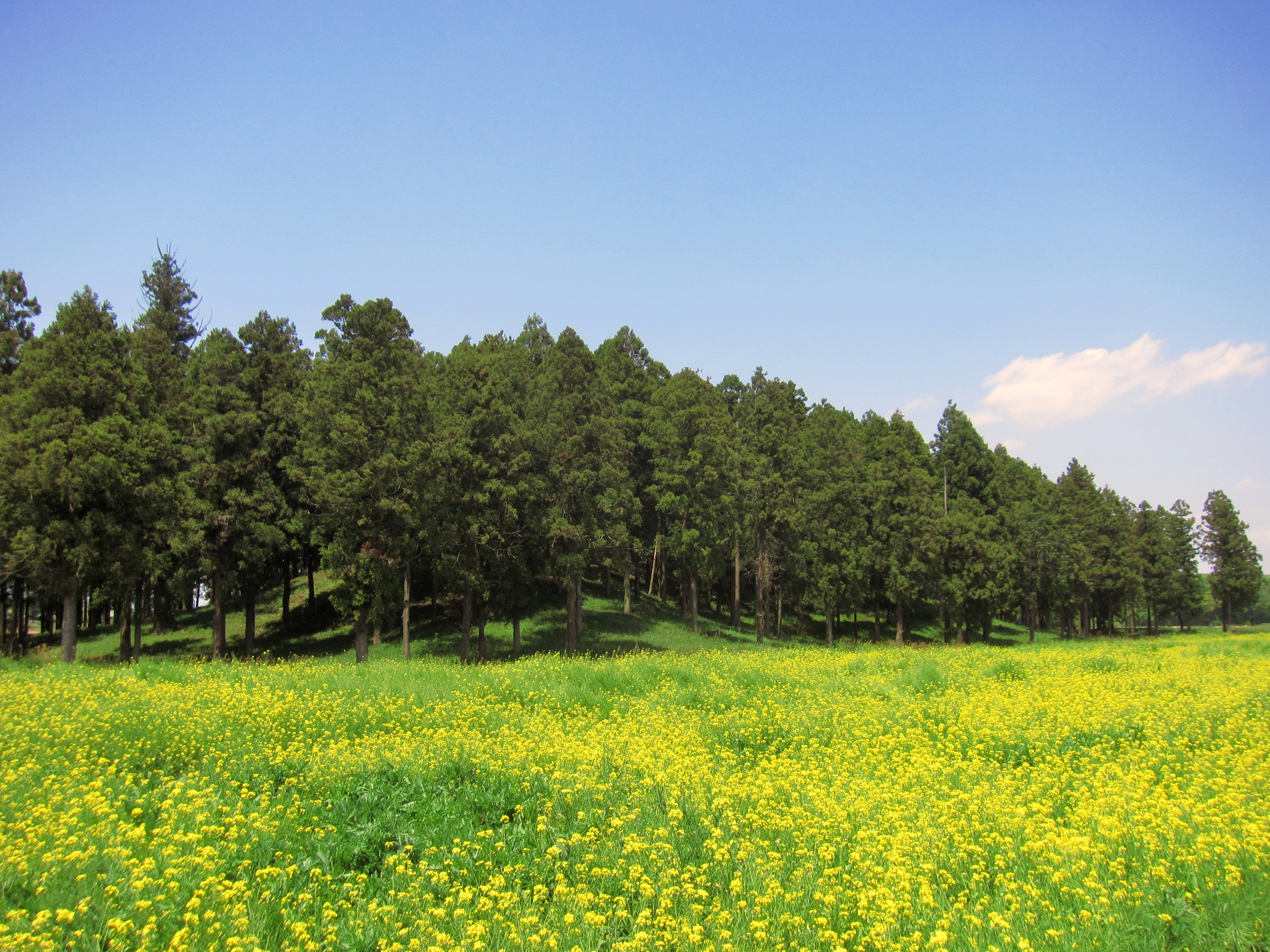
琵琶塚古墳（栃木県小山市）

古墳時代中期に上毛野で古墳が大型化した一方、下毛野では古墳の数は減少していた。しかし6世紀前半に入り、思川流域において摩利支天塚古墳・琵琶塚古墳という新興勢力による大型前方後円墳2基が築かれた。琵琶塚古墳は墳丘長約123メートル、摩利支天塚古墳は117メートルで、6世紀初めから前半の下毛野ではこの地域での最大墳丘の時代を迎えた。一説では、この新興勢力の出現をもって「下毛野」となし、「旧来の毛野」を「上毛野」と呼び分けたとされる。
小山市間々田の千田塚古墳は直径70メートルの円墳で6世紀の築造とされている。その付近では凝灰岩で造られた家形石棺が発掘された。これは大谷石系の石材を利用した最古の遺品とされ、鹿沼市深岩の石切場で切り出されたものと推定されている。深岩の凝灰岩は思川・姿川の水系によって運搬され、下毛野の終末期古墳や国分寺の基壇にも使用された。
しかし摩利支天塚古墳や琵琶塚古墳のような大型古墳は2代で終わり、代わってやや北方の壬生町南部に、両古墳とは性格の異なる「下野型古墳」と呼ばれる独特の前方後円墳群が築かれた。この古墳は特徴として、石室が後円部でなく前方部にあり、墳丘は基壇の上に造られている。これら下野型古墳に関しては、下毛野氏一族の墓とする解釈がある。また、古墳群は山王塚古墳（6世紀末から7世紀初頭）まで続いたのち円墳に変化することから、この頃にヤマト王権の東国支配が完了し下毛野氏一族は中央に居を移したと指摘される。のちこの周辺には、下野国の国府・国分寺が営まれた。
下毛野の主な古墳
- 摩利支天塚古墳 （小山市） - 5世紀末から6世紀初頭、墳丘長約117メートル（栃木県第3位）[73]
- 琵琶塚古墳 （小山市） - 6世紀前半、墳丘長約123メートル（栃木県第2位）[74]
- 下野型古墳
  - 吾妻古墳 （栃木市・壬生町） - 墳丘長約127.85メートル（栃木県第1位）[75]。
  - 国分寺愛宕塚古墳 （壬生町） - 墳丘長約75メートル。
  - 茶臼山古墳 （壬生町） - 墳丘長約75メートル。
  - 山王塚古墳 （下野市） - 墳丘長約50メートル。

##### 後期の居館・集落

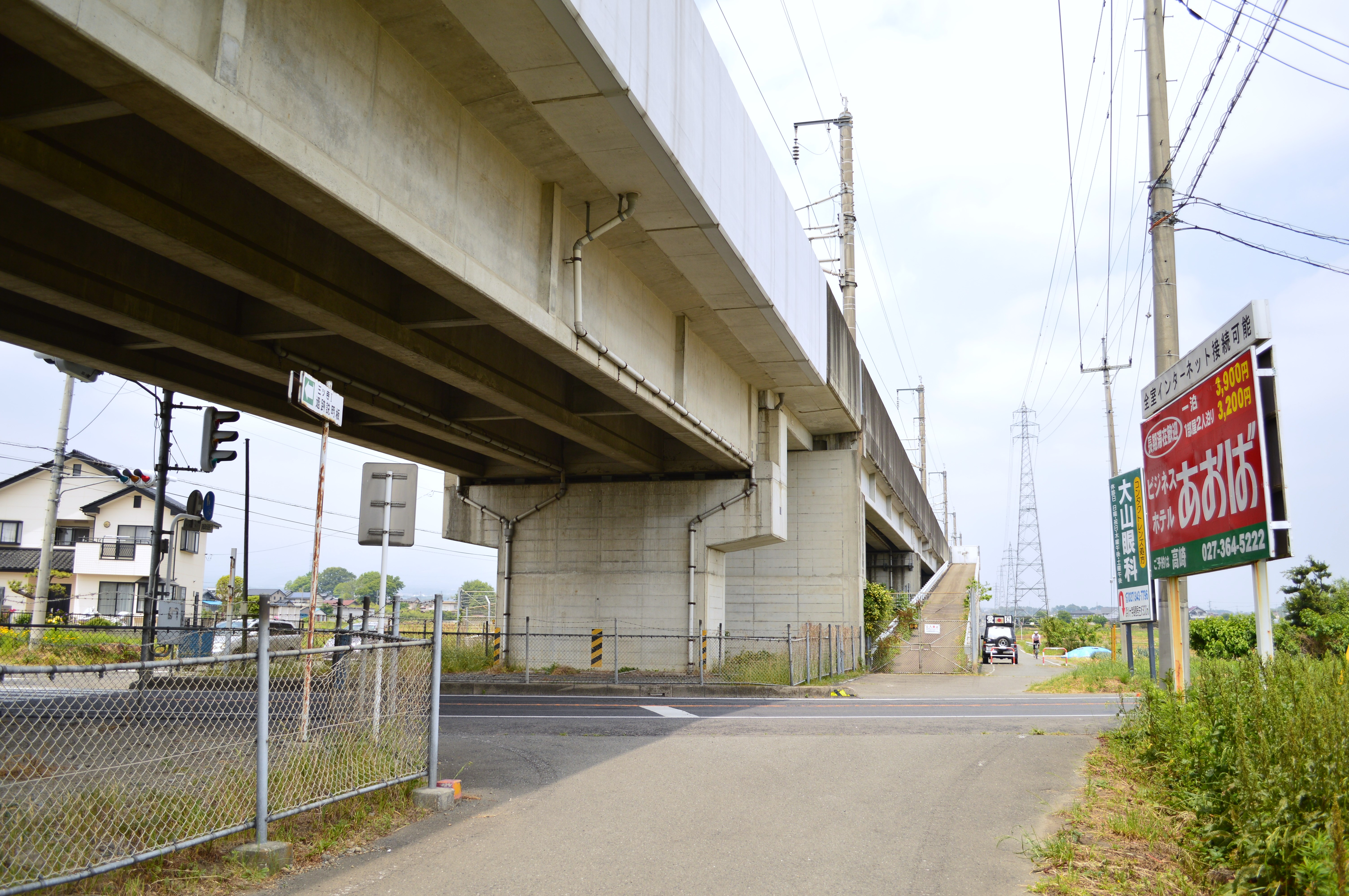
三ツ寺I遺跡（群馬県高崎市）保渡田古墳群を営んだ豪族の居館跡。高架下に所在。

高崎市の三ツ寺I遺跡は5世紀後葉から6世紀後半にわたって存在した豪族の屋敷跡であり、周囲を幅約30 - 40メートル、深さ約3メートルの濠に囲まれた約86メートル四方の居館であった。濠の両岸は急傾斜で、屋敷側の岸には濠の底から石垣が築かれていた。屋敷の西側に2か所、南側に1か所、濠に向かって張出しがあり、ここには門などがあったと見られている。屋敷は濠に沿って二重から三重の柵もしくは板塀に囲まれており、その内部は柵か塀によって南北に二分されている。南半分には、西側に庇または露台（テラス）のついた約14メートル四方の大型の建物があり、これが正殿と見られる。正殿の4隅の先には3基の石敷遺構と1つの井戸が検出され、この石敷遺構をはじめとして、他の遺構や濠からも祭祀に使われた子持勾玉や勾玉、斧形品、剣形品、鏡形品、臼玉、有孔円板などの滑石製品が発見された。濠からは木製遺物が多く見つかり、農具や建築部材の他に十数点に及ぶ刀形木製品や弓が検出された。その大半は儀器として使われたものであり、石敷遺構は祭祀場であったと考えられる。直径1.5メートル、深さ3.5メートルの井戸は、底に刳りぬきの井戸枠、上には8本柱の覆屋が設けられている。この井戸は単なる水汲み場ではなく祭祀に使われたもので、居住者は日常生活を北半分で送り、正殿では祭祀や儀礼が行われていたと考えられる。『古事記』『日本書紀』『播磨国風土記』などに井水を大王に献上する説話があり、また北魏の酈道元が著した『水経注』には水神鎮撫の儀礼が描かれている。井戸・井水祭祀の痕跡は岡山県真庭市の下市瀬遺跡や奈良県天理市の和爾・森本遺跡にも認められる。地方首長は井戸や井水を管理して祭祀を行い、井戸は首長権の継承儀礼に欠かせず、井水献上は大王への服属を示す儀礼ともなっていたと見られている。三ツ寺I遺跡の正殿には石敷の祭祀遺構にはさまれた広場があり、これは律令制度下の郡衙や官衙にも引き継がれていく。一方、北半分には南側との間に設けられた柵に沿って竪穴建物がいくつかあり、広場もある。この建物は一辺に竈が置かれた、古墳時代中期後葉以降に一般的に見られる住居である。南と北はそれぞれハレの場、ケの場となっている。屋敷内部からは近畿地方などでつくられたとみられる須恵器の甕や高坏が多数見つかり、金属製品の生産が行われていたことを示す坩堝や、鞴から炉に風を送る管の先に取り付ける羽口も検出され、屋敷の居住者が交易権を広範に支配し、普及しつつあった鉄製の農耕具や武器類をつくっていたことを示唆している。遺跡の北西約1キロメートルの保渡田には愛宕塚古墳、八幡塚古墳、薬師塚古墳という墳丘長60 - 100メートルの3基の前方後円墳があり、6世紀初頭から中頃にかけて世代ごとに造られたと考えられている。付近一帯には多数の消滅した円墳があり、古墳群を形成していた。この古墳群は三ツ寺I遺跡の首長や関係者の古墳と推定される。八幡塚古墳周濠の外側には円筒埴輪を長方形に巡らした区画があり、椅子に座った男女の埴輪が向き合うように置かれ、両手に壺を持つ女子や短甲を着けた武人、鷹飼や猪飼、1列に置かれた飾馬や水鳥などの形象埴輪が出土した。この配置は愛宕塚古墳でも確認されている。
三ツ寺I遺跡周辺には、ほぼ同時期の保渡田、三ツ寺II・III、村東、東下井出などの集落遺跡が分布する。同道遺跡からは6世紀中頃の平均3.18平方メートルの水田が1,292枚以上見つかり、その西を流れる井野川に沿って御布呂、芦田貝戸、熊野堂などの水田遺跡も発見され、この一帯は三ツ寺I遺跡の居住者らの生産の場であったと考えられるようになった。しかしこれらの遺跡は6世紀第3四半期頃の榛名山二ツ岳の噴火による火山灰と軽石流の堆積で壊滅的な損傷を受け、三ツ寺I遺跡の環濠は大方埋没して屋敷は機能を失った。弥生時代には集落全体が濠に囲まれ、首長や地域の住居全体が同一区画内にあったが、古墳時代に入ると三ツ寺I遺跡のように首長の住居、付属施設、政治や裁判、祭祀のためのハレの場を濠によって周辺の集落から隔てるようになった。
渋川市の黒井峯遺跡では、6世紀の第3四半期に三ツ寺I遺跡を埋没させた榛名山二ツ岳の噴火で約2メートル積もった軽石の下から、集落や畑が発掘された。竪穴建物と平地建物、掘立柱建物が作業場や畑とともに1,500 - 2,000平方メートルごとに1つのグループを構成していた。竪穴建物は周囲に幅2、3メートル、高さ30 - 50センチメートルの土堤（周堤帯）を巡らし、竪穴の壁際に細い柱を立て、立壁を造って屋根を支え、屋根の上には土を置いている。出入口には梯子があり、竪穴の土壁は植物を網代に編んだもので覆われていた。東に竈があり、竪穴の周囲には竪穴を掘った際の土を利用して高い堤を築き、雨の侵入を防いでいる。平地建物は板屋根で、壁には板壁と草壁があった。床部分は丸太を並べた上に板を張って床にした部分と土間があり、土間に置かれた竈の周囲には土師器の甕や甑（蒸し器）などが床に立てられたまま見つかっており、噴火の際に住人が慌てて逃げた状況を示している。畝のある畑が2か所にあり、それぞれの畝の切り方の違いは栽培されていた作物の種類が違っていたことを示唆している。石組の遺構には4×5メートル程度の四角い土壇があり、その上には土師器と須恵器の坏や甕が200個あまり置かれている。また土壇の上には木が生えており、この木を中心に祭りをしたと考えられる。径2メートルのドーナツ状の土壇にも木があり、根元には土師器の坏や甕と臼玉が置かれ、土が被せられていた。幅30 - 80センチメートルの道が住居と住居、住居と畑、住居と祭祀場を結んでいる。建物群の周囲には柴垣があり、集落内では土地の占有が行われていたと見られる。

##### 後期の出土品
栃木県南西部の思川・姿川流域は下毛野の中心部であり、小山市の桑57号墳はその合流点付近にある。この古墳は5基から成る喜沢古墳群の盟主墳で、円墳を築造した後で短い前方部を備えた帆立貝形古墳に改造されている。墳丘は約40メートル、高さ約4.5メートルで、喜沢古墳群の他の4基はいずれも径20メートル弱の方墳や円墳である。木棺直葬だが、6世紀前半の造営とされている。後円部の細長い木棺から出土した全長73センチメートルの蛇行鉄剣は、埼玉県行田市の稲荷山古墳の金錯銘鉄剣とほぼ同じ長さで、左右に蛇行するだけでなく7か所の屈曲部が棘状に突出しており、武器よりも呪具であったと考えられている。同じ木棺から3面の鏡、刀子、砥石、冠、玉、耳飾りなどが検出され、鏡の下には4本の歯が見つかった。鈴木尚はこの歯から30歳程度の女性と判定している。他に銅製の鈴、鉄刀なども見つかり、鏡は3面とも径10センチメートル程度の中型のものであった。また木棺より下方で別の刀や剣が出土しているが、木棺の位置や遺物の状況から女性のために造られた古墳と見られ、この女性は副葬品の特徴や立地から水運と関連する呪術的な人物と見られている。

国宝『埴輪 挂甲武人』群馬県太田市出土。東京国立博物館所蔵。

関東地方を中心とした人物埴輪には、顔を赤色顔料で彩色されたものがしばしば見られる。太田市の塚廻り1号墳や同市由良所在の古墳などから出土した盾を持つ男子の埴輪には2、3条の幅広の朱線が施され、そのうちの1本は目から頬へ斜めに引かれている。この朱彩は前述の仙遊遺跡・亀塚遺跡の人面画と酷似している。
6世紀中頃から後期の早い時期にかけて、近畿地方では埴輪はほとんど使われなくなるが、関東、特に群馬県では最後の前方後円墳とされる高崎市の綿貫観音山古墳でも豊富に使われている。女子の埴輪の下衣から足にかけてはほとんどが円筒になっているが、綿貫観音山古墳や伊勢崎市の権現山遺跡の古墳、太田市の由良四ツ塚古墳などからは、裾がスカート状に垂れた裳（も）と呼ばれる下衣を着けた埴輪が出土している。裳には縦縞の文様があり、同様の裳は奈良県高市郡の高松塚古墳の石室や高井田横穴群の線刻壁画、朝鮮半島北部の高句麗古墳壁画（水山里壁画古墳、安岳二号墳、角抵塚など）などに見られる。古墳時代後期の太田市塚廻り4号墳では首飾りをつけた女子の埴輪も検出され、塚廻り3号墳からは上衣の袖を肩まで上げ、右肩から左脇へ帯状の布を襷掛けし、腰に鈴鏡をさげた巫女の埴輪も出土している。
男子の人物埴輪では頭に被り物をつける例が多いが、女子には被り物は見られない。伊勢崎市権現山遺跡や同市波志江町に所在する古墳から出土した埴輪は正面が盛り上がった山形の冠を被っている。高崎市の八幡原古墳では西欧風で上縁が鋸歯状になった冠、邑楽郡大泉町の古墳では両側面に大きな山形の縦飾りを付けた細帯式冠を被った埴輪が出土している。帽子を被った男子の埴輪は冠を被ったものよりもはるかに多く見つかっており、その表現から、実際の帽子は布や皮革で作られていたと見られる。頭頂部が高めでつばがある帽子を被った埴輪は刀を持って正装していることが多く、冠を被った埴輪と並んで上層階級に属する人物を表現していると見られる。太田市の塚廻り3号墳や高崎市の綿貫観音山古墳ではこうした帽子を被った埴輪が見つかっており、後者の帽子は広いつばに双脚輪状文の刻みが施されている。また、太田市のオクマン山古墳や塚廻り4号墳では、つばのない帽子を被った男子の埴輪が出土している。
綿貫観音山古墳では獣帯鏡も検出されており、これは他に滋賀県野洲市の三上山下古墳や韓国公州市の宋山里古墳群の斯麻王大墓で出土している。斯麻王大墓で銅鏡が副葬されていた事例は、韓国の古墳としては例外的である。高崎市の蟹沢古墳で出土した三角縁神獣鏡は、兵庫県豊岡市の森尾古墳、山口県周南市の御家老屋敷古墳のものと同様に銘文に「正始元年」と記されており、日本では紀年のある鏡は他に1面しか出土していない。

#### 終末期
群馬県の古墳の大部分は後期古墳であり、7世紀中頃になると古墳造営の勢いは急激に衰えるが、7世紀後半の前橋市の宝塔山古墳は蛇穴山古墳とともに群馬県の代表的な終末期古墳で、埼玉県行田市の八幡山古墳（径約66メートル、円墳）と並ぶ強大な豪族の存在を示している。この頃には関東で前方後円墳が衰退し、近畿でも大規模な古墳は造られなくなっていた。上毛野の前方後円墳造営は6世紀末までで終わり、上毛野各地の古墳群では大規模な古墳が造られることはなくなったが、唯一の例外が総社古墳群で、6世紀後半に前方後円墳の総社二子山古墳（90メートル）が造られ、7世紀にも総社愛宕山古墳（一辺55メートル）、宝塔山古墳（54×49メートル）、蛇穴山古墳（一辺39メートル）の3基の大方墳が築造された。宝塔山古墳、蛇穴山古墳は切石造りの横穴式石室を持ち、かつては7世紀末から8世紀前半のものと考えられていたが、7世紀中葉から後半と修正されている。総社古墳群では7世紀代に最低3代にわたって方墳が造られた。このような大型方墳が築造されたのは上毛野全域でも総社古墳群のみである。これは上毛野全域にわたる支配体制の成立を示唆し、上毛野国造の出現とも考えられる。7世紀の下毛野では、下都賀郡壬生町の壬生車塚古墳が造られている。これは空濠の外側に土塁を巡らした径62メートル、高さ9メートルの円墳で、深岩の凝灰岩とされる切石造りの横穴式石室を持つ。7世紀に入って関東地方の各地に現れる大型の方墳・円墳は、上毛野、下毛野、武蔵のように後の令制国を単位に1か所ずつ出現しているものが多い。しかし上毛野、下毛野、武蔵は国造の支配領域とも一致しており、総国で「国造本紀」に見られる武社国造の支配領域に駄ノ塚古墳、印波国造の支配領域に龍角寺岩屋古墳が造られたように、国造の支配領域を単位に現れている可能性もある。埼玉古墳群付近には『万葉集』にも登場する埼玉津（さきたまのつ）があり、川を下れば東京湾に通じ、遡れば前橋市の総社古墳群や高崎市の綿貫観音山古墳・観音塚古墳に通じる。前橋・高崎も水上交通の拠点であり、古墳に埋葬されている人物は水田の他に水上・海上交通を支配していたことが考えられる。総社古墳群の周辺には後に上野国の国府・国分寺が営まれるに至った。
高崎市の山ノ上古墳は後期古墳のような群集墳の1基ではなく単独で造営され、凝灰岩の截石切組積で横穴式両袖型の石室を持つ。精巧な切石を使った横穴式石室の構造や山寄せ技法と呼ばれる斜面の利用法などから終末期古墳と見られる。山寄せ技法によって山頂付近に築造される例は、近畿地方では大阪府高槻市の阿武山古墳や奈良県桜井市の多武峰の山頂古墳などが知られるのみで、全国的にも希少である。また現存する石碑を伴う唯一の古墳である。その山ノ上碑は輝石安山岩の自然石で造られ、高さ1.2メートル、最大幅0.5メートル、厚さ0.5メートルで、碑文は4行53字、文字は楷書体の薬研彫である。山ノ上碑の碑文「辛巳歳集月三日記佐野三家定賜健守命孫黒売刀自此新川臣児斯多々弥足尼孫大児臣娶生児長利僧母為記定文也放光寺僧（辛巳〈かのとみ〉の歳、集〈じゅう〉月三日記す。佐野の三家〈みやけ〉と定め賜える健守命〈たけもりのみこと〉の孫・黒売刀自〈くろめとじ〉、此れ新川臣の児・斯多々弥足尼〈したたみのすくね〉の孫・大児臣〈おおごのおみ〉に娶〈めあ〉いて生める児・長利僧、母の為に記し定むる文也。放光寺僧）」も山ノ上古墳が終末期古墳であることを裏付けている。総社古墳群の南にある山王廃寺は関東最古の大伽藍のひとつで、7世紀後半より前の造営とされる。寺の名が長年不明であったため山王廃寺と呼ばれたが、1979年の前橋市教育委員会による第6次調査の際に「放光寺」または略して「方光寺」とヘラで書かれた瓦が次々と出土したことから、放光寺という名であった可能性が高まった。これが確実になれば碑文の長利僧は総社古墳群を営んだ集団の一定時期の中心人物と推定され、何らかの理由により母の墓を南西の山上に造ったことになる。碑文は母の黒売刀自が大児の臣に娶いて生まれた子が長利僧であるという女性本位の系譜となっている。
新川・大児（大胡）は群馬県でも稀な終末期古墳の所在地で、大胡は中世に政治勢力を持つ地でもある。新川は勢多郡新里村を経て桐生市に合併されているが、新里には終末期古墳の中塚古墳付近に武井廃寺とされてきた遺跡がある。この遺跡は、塔の心礎と考えられていたものが骨蔵器をいれる石櫃で、塔の基壇と考えられていたものは3段に築かれた八角墳であることがわかっている。八角墳は奈良県高市郡の野口王墓古墳や中尾山古墳など、8世紀初頭前後の天皇陵の墳形とされているが、同時期の群馬の豪族も八角墳を造っており、高崎市の神保一本杉古墳も終末期八角墳の可能性が指摘されている。赤城山南麓の前橋市大胡地区では約40基の古墳が発掘されており、精巧な切石の横穴式石室を持つ終末期の堀越古墳は、山ノ上古墳とほぼ同年代で、山寄せ技法による墳丘や石室の規模も非常に似ている。石室の長さは山ノ上古墳が6メートル、堀越古墳が6.9メートルで全体に堀越古墳の方がやや大きい。